# Mary Poppins Returns (trilha sonora)
Mary Poppins Returns (Original Motion Picture Soundtrack) é a trilha sonora do filme de 2018 da Walt Disney Pictures, Mary Poppins Returns. A trilha sonora foi lançada pela Walt Disney Records em 7 de dezembro de 2018 em CD e em download digital. Possui canções escritas por Marc Shaiman e Scott Wittman.
Em 26 de novembro, as canções "The Place Where Lost Things Go" interpretada por Emily Blunt e "Trip a Little Light Fantastic" interpretada por Lin-Manuel Miranda e elenco foram lançadas como singles de divulgação do filme e como parte da pré-venda do álbum.

## Lista de faixas
Todas as letras escritas por Marc Shaiman e Scott Wittman, todas as músicas compostas por Marc Shaiman.
| N.º            | Título                                         | Intérprete(s)                                                                                     | Duração |  |
| 1.             | "(Underneath the) Lovely London Sky"           | Lin-Manuel Miranda                                                                                | 3:47    |  |
| 2.             | "Overture"                                     |                                                                                                   | 2:28    |  |
| 3.             | "A Conversation"                               | Ben Whishaw                                                                                       | 2:42    |  |
| 4.             | "Can You Imagine That?"                        | Emily Blunt, Pixie Davies, Joel Dawson & Nathanael Saleh                                          | 4:22    |  |
| 5.             | "The Royal Doulton Music Hall"                 | Blunt, Miranda, Davies, Dawson & Saleh                                                            | 3:01    |  |
| 6.             | "Introducing Mary Poppins"                     | Miranda & Blunt                                                                                   | 0:31    |  |
| 7.             | "A Cover is Not the Book"                      | Blunt, Miranda & Company                                                                          | 4:25    |  |
| 8.             | "The Place Where Lost Things Go"               | Blunt                                                                                             | 3:43    |  |
| 9.             | "Turning Turtle"                               | Meryl Streep, Blunt, Miranda, Davies, Dawson & Saleh                                              | 4:20    |  |
| 10.            | "Trip a Little Light Fantastic"                | Miranda, Blunt, Tarik Frimpong, Davies, Dawson, Saleh & Leeries                                   | 7:02    |  |
| 11.            | "The Place Where Lost Things Go (Reprise)"     | Dawson, Saleh & Davies                                                                            | 1:30    |  |
| 12.            | "Trip a Little Light Fantastic (Reprise)"      | Dick Van Dyke, Blunt, Miranda, Whishaw, Davies, Dawson & Saleh                                    | 0:46    |  |
| 13.            | "Nowhere to Go But Up"                         | Angela Lansbury, Whishaw, Davies, Dawson, Saleh, Miranda, Emily Mortimer, Julie Walters & Company | 5:45    |  |
| 14.            | "(Underneath the) Lovely London Sky (Reprise)" | Miranda                                                                                           | 1:52    |  |
| 15.            | "Theme from Mary Poppins Returns"              |                                                                                                   | 1:38    |  |
| 16.            | "Kite Takes Off"                               |                                                                                                   | 2:40    |  |
| 17.            | "Mary Poppins Arrives"                         |                                                                                                   | 1:41    |  |
| 18.            | "Magic Papers"                                 |                                                                                                   | 1:33    |  |
| 19.            | "Banks in the Bank"                            |                                                                                                   | 0:43    |  |
| 20.            | "Into the Royal Doulton Bowl"                  |                                                                                                   | 1:58    |  |
| 21.            | "Rescuing Georgie"                             |                                                                                                   | 4:01    |  |
| 22.            | "Off to Topsy's"                               |                                                                                                   | 2:53    |  |
| 23.            | "Chase Through the Bank"                       |                                                                                                   | 1:11    |  |
| 24.            | "Lost in a Fog"                                |                                                                                                   | 0:59    |  |
| 25.            | "Goodbye Old Friend"                           |                                                                                                   | 2:32    |  |
| 26.            | "Race to Big Ben"                              |                                                                                                   | 4:55    |  |
| 27.            | "End Title Suite"                              |                                                                                                   | 5:12    |  |
| Duração total: | Duração total:                                 | Duração total:                                                                                    | 78:10   |  |

## Edição brasileira
O Retorno de Mary Poppins (Trilha Sonora Original do Filme) é a versão brasileira da trilha sonora do filme Mary Poppins Returns. Foi lançado no Brasil nos formatos de download digital e streaming em 7 de dezembro de 2018. A versão brasileira inclui uma versão créditos de "Algum Lugar", interpretada por Bruna Guerin, Thiago Machado, Sylvia Salusti & Leandro Luna.
Todas as letras escritas por Marc Shaiman e Scott Wittman, todas as músicas compostas por Marc Shaiman.
| Lista de faixas |                                   | |         |  |
| N.º             | Título                            | Intérprete(s) | Duração |  |
| 1.              | "Debaixo Deste Céu"               | Thiago Machado | 3:47    |  |
| 2.              | "Overture"                        | | 2:28    |  |
| 3.              | "Desabafo"                        | Leandro Luna | 2:43    |  |
| 4.              | "Não Dá Para Acreditar"           | Bruna Guerin & Luiz Carlos De Moraes | 4:22    |  |
| 5.              | "A Tigela Musical"                | Felipe Zilse, Armando Tiraboschi, Hercules Franco, Guerin & Machado | 3:01    |  |
| 6.              | "Apresentando Mary Poppins"       | Guerin, Machado, Gael Elisabetsky, Nicolas Cruz, Gigi Patta, Angélica Santos, Cassia Bisceglia, Diego Lima, Diego Marques, Douglas Guedes, Fábio Azevedo, Rodrigo Firmo & Thiago Zambrano | 0:31    |  |
| 7.              | "Pela Capa Não Dá Para Ver"       | Zambrano, Azevedo, Guedes, Guerin & Machado | 4:25    |  |
| 8.              | "Algum Lugar"                     | Guerin | 3:43    |  |
| 9.              | "O Mundo Está Bem Louco"          | Andrezza Massei | 4:20    |  |
| 10.             | "A Luz Que Brilha"                | Machado, Guerin, Elisabetsky, Patta, Cruz & Andre Torquato | 7:02    |  |
| 11.             | "Algum Lugar (Reprise)"           | Elisabetsky, Patta, Cruz & Luna | 1:30    |  |
| 12.             | "A Luz Que Brilha (Reprise)"      | Saulo Javan, Guerin, Luna, Elisabetsky, Patta, Machado, Cruz & Sylvia Salusti | 0:46    |  |
| 13.             | "O Jeito Vai Ser Subir"           | Luiz Carlos De Moraes, Franco, Marcia Fernandes, Machado, Luna, Guerin, Walter Cruz, Elisabetsky, Patta, Cruz, Salusti, Fred Silveira, Ivan Parente & Zayra Zordan                        | 5:45    |  |
| 14.             | "Debaixo Deste Céu (Reprise)"     | Machado, Guerin, Luna & Salusti | 1:52    |  |
| 15.             | "Theme from Mary Poppins Returns" | | 1:38    |  |
| 16.             | "Kite Takes Off"                  | | 2:40    |  |
| 17.             | "Mary Poppins Arrives"            | | 1:41    |  |
| 18.             | "Magic Papers"                    | | 1:33    |  |
| 19.             | "Banks in the Bank"               | | 0:43    |  |
| 20.             | "Into the Royal Doulton Bowl"     | | 1:58    |  |
| 21.             | "Rescuing Georgie"                | | 4:01    |  |
| 22.             | "Off to Topsy's"                  | | 2:53    |  |
| 23.             | "Chase Through the Bank"          | | 1:11    |  |
| 24.             | "Lost in a Fog"                   | | 0:59    |  |
| 25.             | "Goodbye Old Friend"              | | 2:32    |  |
| 26.             | "Race to Big Ben"                 | | 4:55    |  |
| 27.             | "End Title Suite"                 | | 5:12    |  |
| 28.             | "Algum Lugar (Versão Créditos)"   | Guerin, Machado, Salusti & Luna | 3:47    |  |

## Edição portuguesa
O regresso de Mary Poppins (Banda Sonora Original) é a versão portuguesa da banda sonora do filme Mary Poppins Returns. Foi lançado em Portugal nos formatos de download digital e streaming em 7 de dezembro de 2018.
Todas as letras escritas por Marc Shaiman e Scott Wittman, todas as músicas compostas por Marc Shaiman.
| Lista de faixas |                                        | |         |  |
| N.º             | Título                                 | Intérprete(s)                                                                                        | Duração |  |
| 1.              | "Os Céus de Londres"                   | Gonçalo Carvalho                                                                                     | 3:48    |  |
| 2.              | "Abertura"                             | | 2:28    |  |
| 3.              | "Uma Conversa"                         | Pedro Pernas                                                                                         | 2:42    |  |
| 4.              | "É Só Imaginar"                        | Teresa Macedo, Flor Costa, Salvador Pires & Isaac Carvalho                                           | 4:22    |  |
| 5.              | "Royal Doulton Music Hall"             | Macedo, Carvalho, Costa, Pires & Carvalho                                                            | 3:01    |  |
| 6.              | "Apresentando a Mary Poppins"          | Carvalho & Macedo                                                                                    | 0:31    |  |
| 7.              | "A Capa de um Livro Ilude"             | Macedo, Carvalho & Companhia                                                                         | 4:25    |  |
| 8.              | "Para Onde as Coisas Vão"              | Macedo                                                                                               | 3:43    |  |
| 9.              | "Às Avessas"                           | Helena Montez, Macedo, Carvalho, Costa, Pires & Carvalho                                             | 4:20    |  |
| 10.             | "Liga a Louca Luz Incrível"            | Carvalho, Macedo, Tiago Retré, Costa, Pires, Carvalho & Luzeiros                                     | 7:02    |  |
| 11.             | "Para Onde as Coisas Vão (Reprise)"    | Pires, Carvalho & Costa                                                                              | 1:30    |  |
| 12.             | "Liga a Louca Luz Incrível (Reprise)"  | Carlos Sebastião, Macedo, Carvalho, Pernas, Costa, Pires & Carvalho                                  | 0:46    |  |
| 13.             | "Se Sonhas a Alma Sobe"                | Ermelinda Duarte, Pernas, Costa, Pires, Carvalho, Carvalho, Mafalda Castro, Rita Ribeiro & Companhia | 5:45    |  |
| 14.             | "Os Céus de Londres (Reprise)"         | Carvalho                                                                                             | 1:52    |  |
| 15.             | "Tema de "O Regresso de Mary Poppins"" | | 1:38    |  |
| 16.             | "O Papagaio Levanta Voo"               | | 2:40    |  |
| 17.             | "A Chegada da Mary Poppins"            | | 1:41    |  |
| 18.             | "Papéis Mágicos"                       | | 1:33    |  |
| 19.             | "Os Banks no Banco"                    | | 0:43    |  |
| 20.             | "Dentro da Taça Royal Doulton"         | | 1:58    |  |
| 21.             | "Salvar o Georgie"                     | | 4:01    |  |
| 22.             | "Visitar a Topsy"                      | | 2:53    |  |
| 23.             | "Perseguição no Banco"                 | | 1:11    |  |
| 24.             | "Perdidos do Nevoeiro"                 | | 0:59    |  |
| 25.             | "A Despedida"                          | | 2:32    |  |
| 26.             | "Corrida até ao Big Ben"               | | 4:55    |  |
| 27.             | "Suíte Final"                          | | 5:12    |  |